# ぎょうざの満洲
株式会社ぎょうざの満洲（ぎょうざのまんしゅう）は、埼玉県川越市に本社を持つ中華料理を扱う外食チェーン。「3割うまい!!」のキャッチコピーで埼玉県・東京都・神奈川県・群馬県・大阪府・兵庫県に展開している。

## 概要

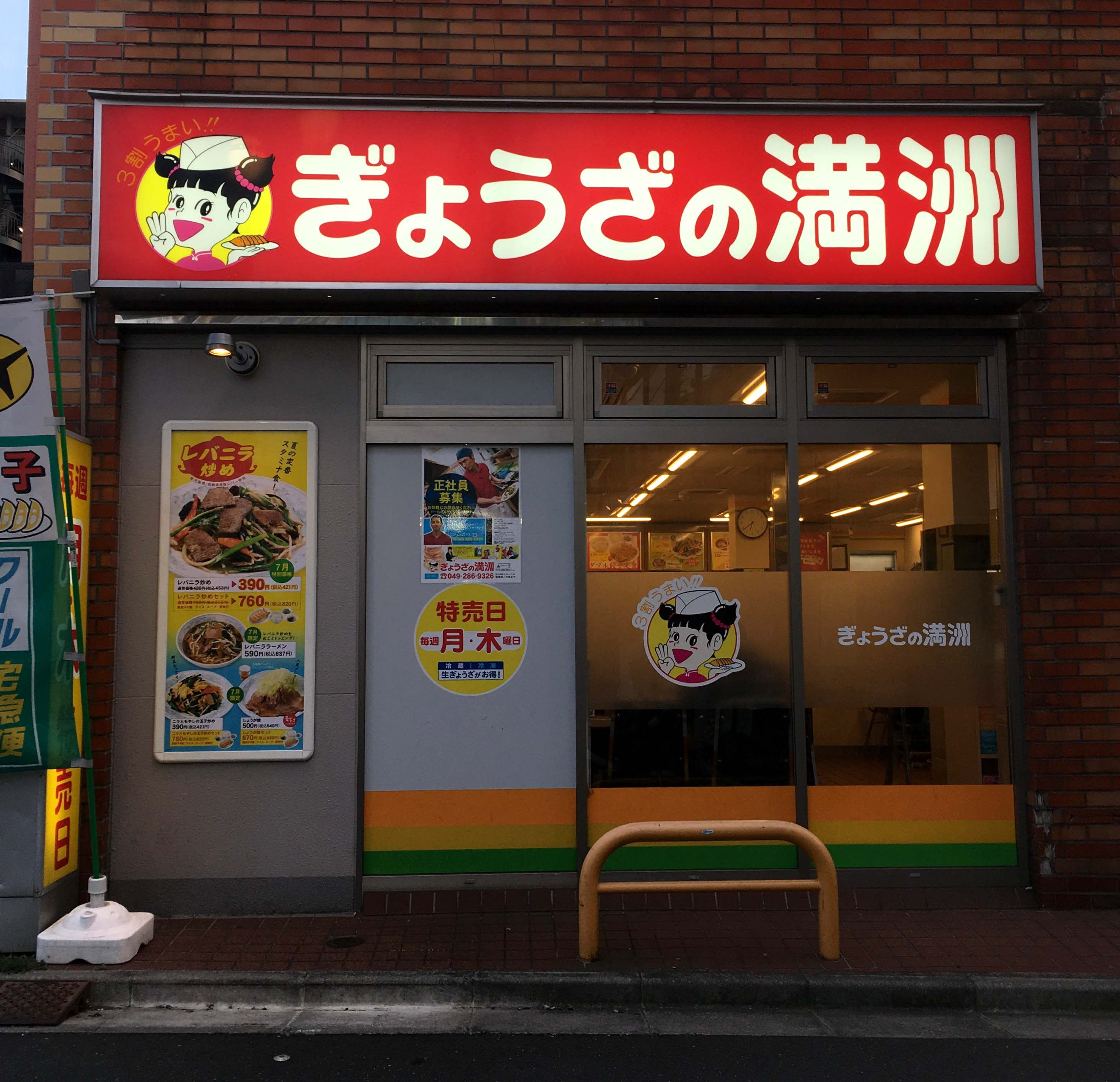
練馬富士見台店

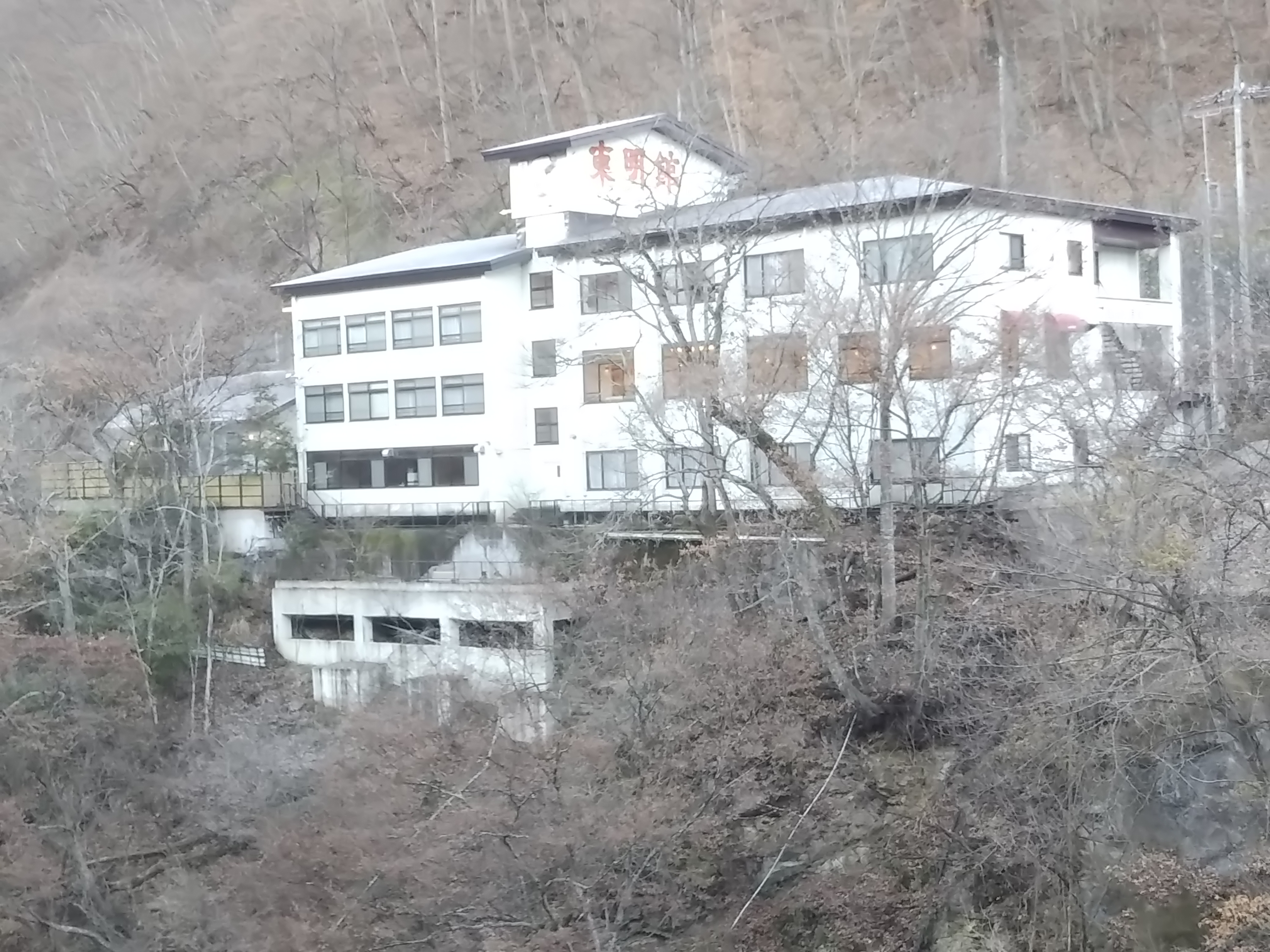
老神温泉の、ぎょうざの満洲 東明館

餃子を中心に扱うチェーン店「ぎょうざの満洲」を埼玉県内に49店舗、東京都内に35店舗、神奈川県内に1店舗、群馬県内に5店舗、大阪府内に9店舗、兵庫県内に2店舗の101店舗を展開している（2021年12月現在）。
キャッチコピーは
- 「全て自家製」
- 「3割うまい!!」
- 「ぎょうざの満洲は駅のそば」[4]

有名な「3割うまい」の意味については、現在は「うまい・安い・元気」の3つで3割とされているが、元は「(他店より)美味さ3割増し」の意味で付けられたものとのこと。また、売り上げの3割を原材料原価にあてることからも来ている。料理は半製品の段階から全て自社工場で製造されており、坂戸工場では餃子、生麺、蒸し麺を製造。鶴ヶ島工場では総菜、スープ、タレの製造を行っている。
埼玉県所沢市新所沢駅東口に本店・本社があったが、鶴ヶ島市に工場が出来たのを機に移転。さらに2001年、坂戸市に設置した新工場に再移転した。2019年1月、川越工場が竣工し、坂戸市から本社を川越市に移転した他、登記上の本店も所沢市から川越市へ移転した。なお、店舗名は本店（新所沢東口店）としている。
ラジオCMがTBSラジオやNACK5、ニッポン放送、FM802などで放送されている。また、テレビCMが2009年7月からテレビ埼玉で開始された。なお、テレビ東京など一部放送局でも流れる事もある。
この店名は、創業者の金子梅吉の兄が満洲からの復員兵で、兄から餃子の話をよく聞いていたということで、中華に興味を持ち始めた1964年頃に兄の話を思い出し、「中華と言えば満洲」として迷わず屋号に満洲と付けたのが由来である。所沢市緑町4丁目に最初に構えた店舗の屋号は、満洲里からそのままとった「満洲里」。その後「満洲飯店」に変わり、現在のぎょうざの満洲に至る。

## 店舗
店舗は全て直営店とし、この種のチェーン店では多く見られるフランチャイズ制を敷いていない。
また、自社工場で製造した餃子は各店舗へ自社トラックで配送しており、初期からの既存店舗は西武池袋線・西武新宿線・東武東上本線沿線の範囲で、上記のキャッチコピー通り、鉄道の駅前に多く所在する。また、最近も新規出店を積極的に行っているが、その範囲は工場最寄りの「関越鶴ヶ島ICより50キロメートル圏内」という条件下、その圏内である西武線・東武東上線・青梅線・中央線・高崎線・京浜東北線・埼京線・埼玉高速鉄道線との間の東京都23区西北部・多摩地域・埼玉県西部に概ね限られ、やはり鉄道駅から至近の立地の店舗が大半を占める。特徴的な店舗として群馬県沼田市の老神温泉にある温泉旅館併設の「ぎょうざの満洲東明館」がある。
2012年（平成24年）よりこれまでの埼玉県・東京都・群馬県の域を越えて関西（大阪府）にも進出し、71号店となるJR野田駅店を大阪環状線の野田駅前に出店した。2015年（平成27年）には吹田市に江坂工場を新設し（店舗も併設）、関東と同様の自社工場による製造・販売体制を構築している。2014年（平成26年）阪神杭瀬駅店（尼崎市）にて兵庫県初出店を果たした。
基本的に店舗に専用駐車場は設置されていない。
店舗一覧については店舗一覧を参照のこと。

## 商品
700円の「ダブル餃子定食」など餃子を中心としたメニューの他、ラーメンなどの麺類・チャーハン・野菜炒め・レバニラ炒めなどの一品料理がある。セットにはライス、スープ、お新香のほかに餃子6個がつく。
セットのライスは白米のほか玄米を選べるほか、揚げ物は鶏の唐揚げのみで、炒め物類の油も抑えてありヘルシー志向である。
店内での飲食の他、持ち帰りの生餃子・冷凍餃子や中華麺などの販売も行っており、店頭や通販による全国配送も可能。また全店舗で週二回（一部店舗は週三回）、曜日を決め餃子の割引販売をおこなっている。

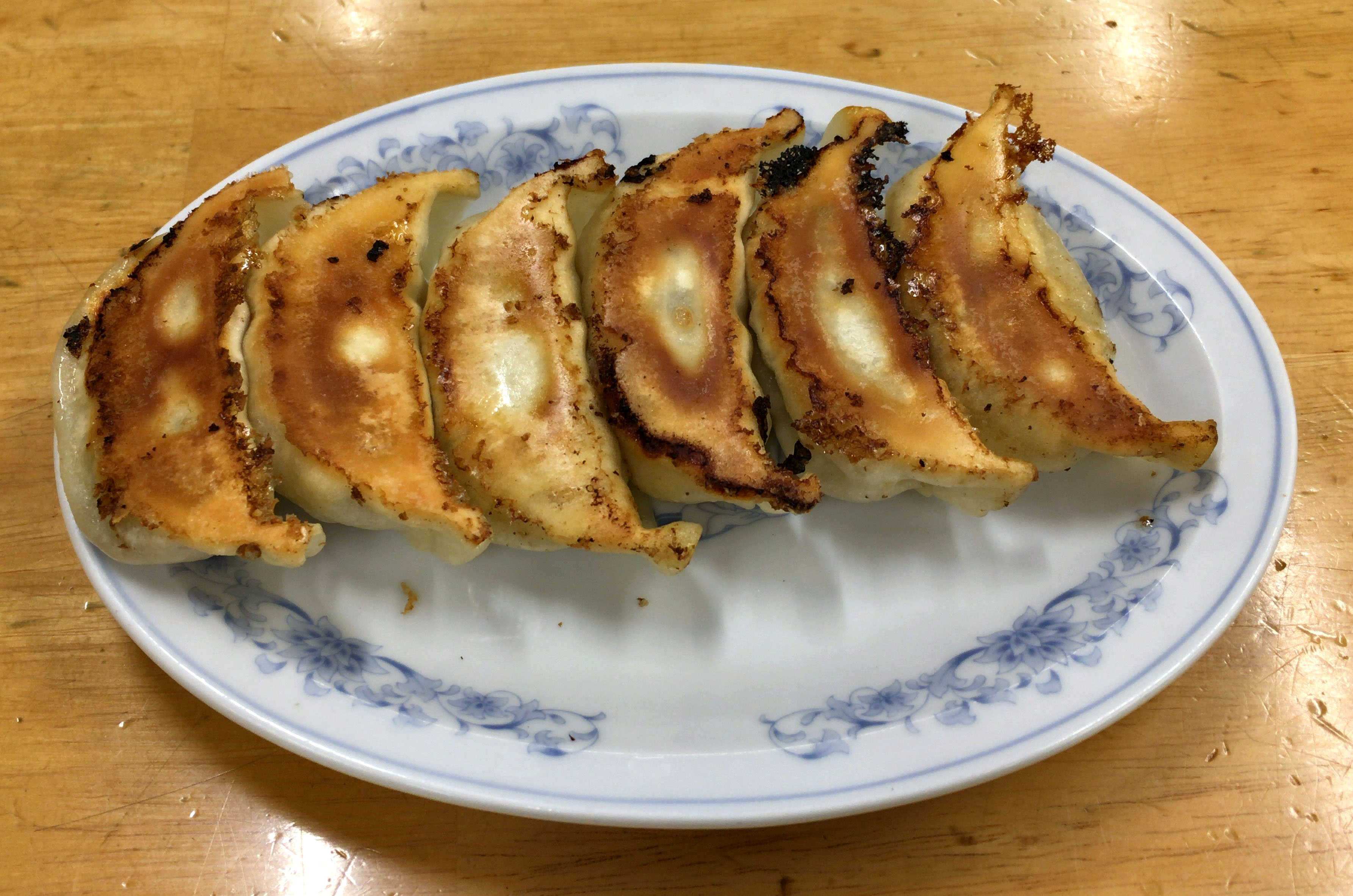
焼餃子
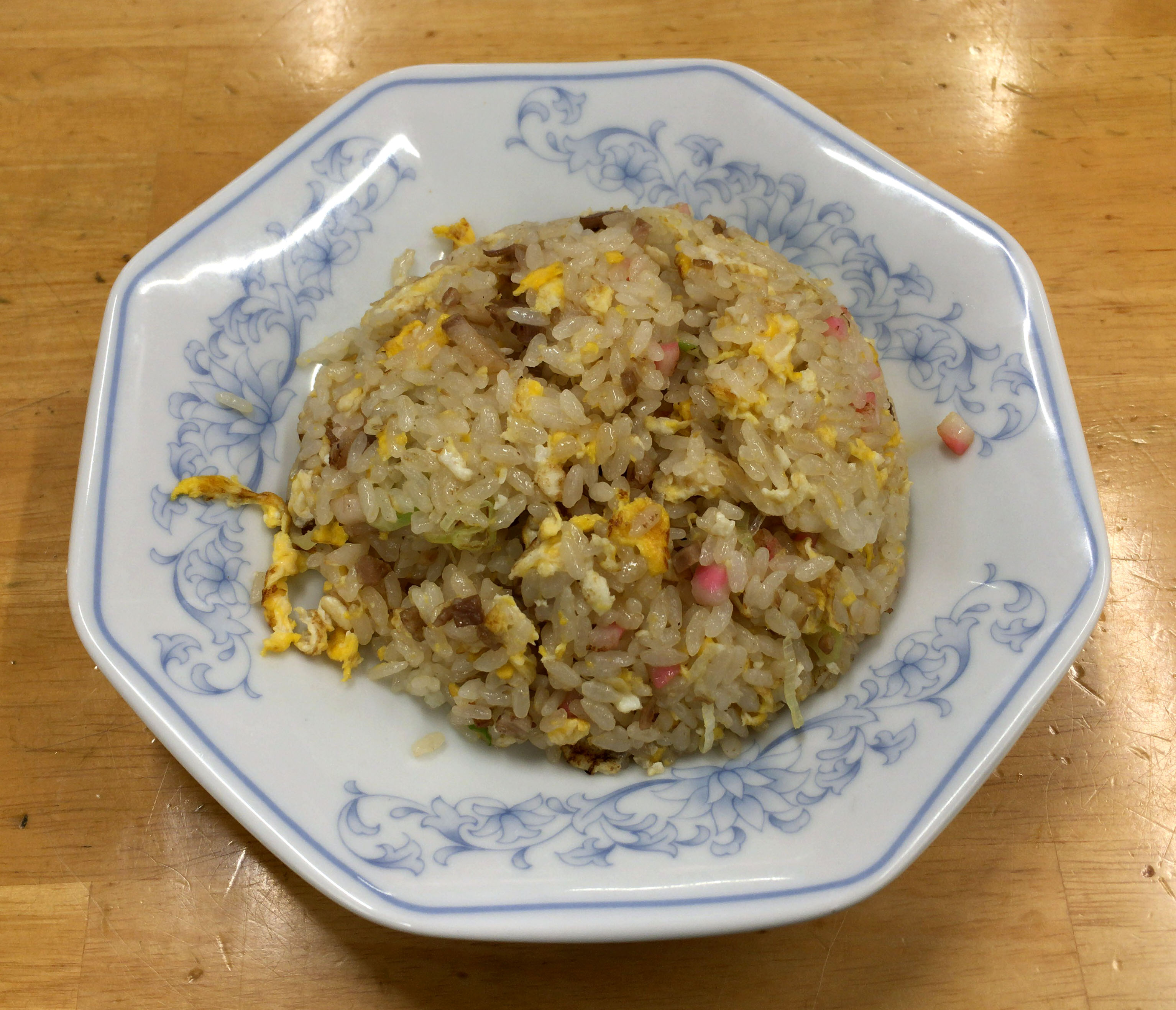
チャーハン
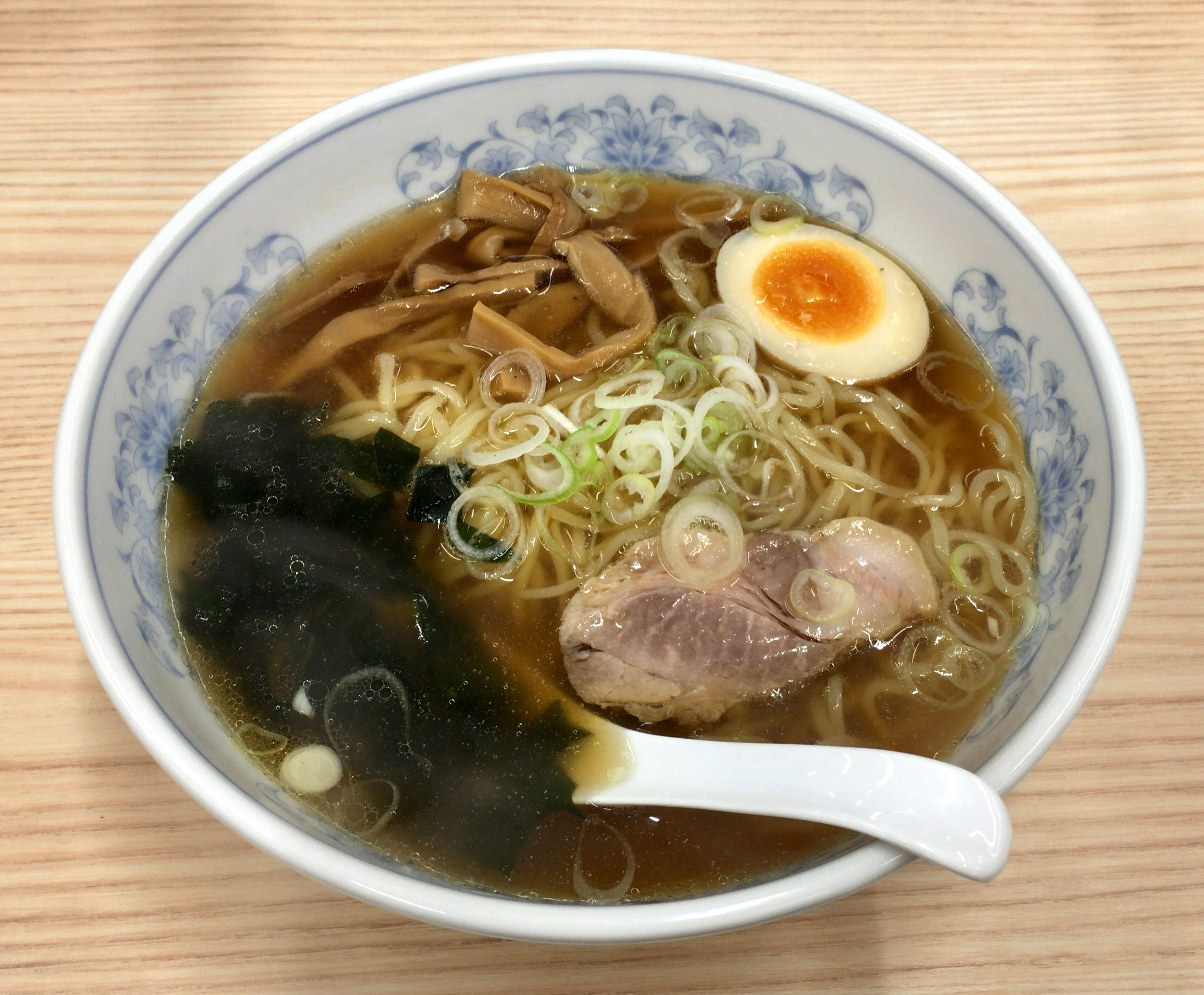
満洲ラーメン
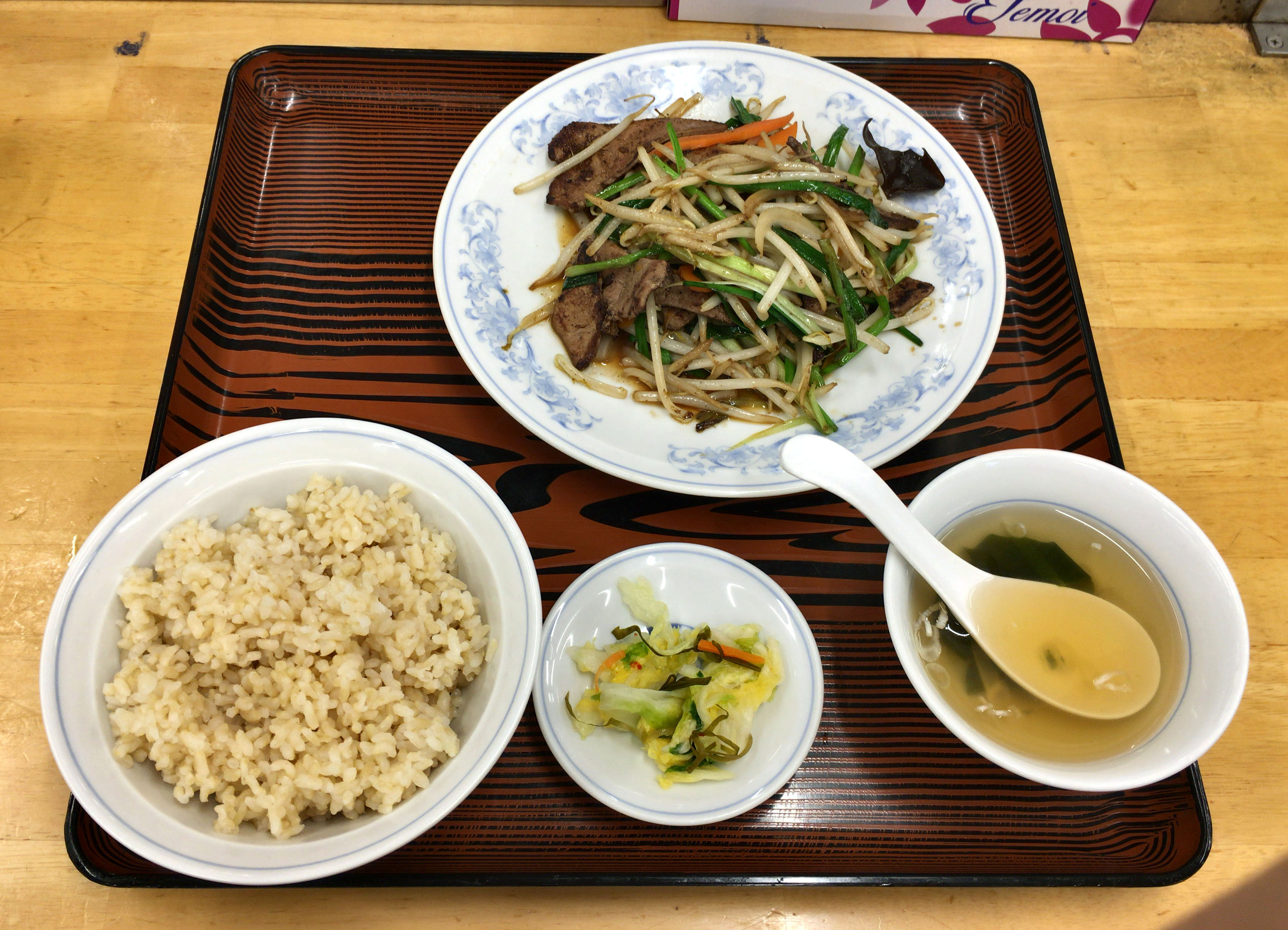
レバニラ炒め＋玄米・スープ付き

## マスコット・キャラクター
- 名前：ランちゃん
ラーメンの「ラ」とチャーハンの「ン」から命名。
- 年齢：11歳
- モデルは幼少期の池野谷ひろみ社長。
- チャイナドレスを着て和帽子（料理人が厨房で被る帽子）のようなものをかぶったお団子頭の少女。1992年から現在の絵になった。
- 店内の食器などにもランちゃんと「3割うまい!!」の絵柄が描かれている。